# بيليه (لاعب كرة قدم برتغالي)
بيليه (بالبرتغالية: Pelé‏) هو لاعب كرة قدم برتغالي في مركز الوسط، ولد في 29 سبتمبر 1991 في أجوالفا كاسيم في البرتغال. شارك مع منتخب البرتغال تحت 18 سنة لكرة القدم ومنتخب البرتغال تحت 19 سنة لكرة القدم ومنتخب البرتغال تحت 20 سنة لكرة القدم ومنتخب البرتغال تحت 21 سنة لكرة القدم. أما مع النوادي، فقد لعب مع أرسنال كييف وإيه سي ميلان ونادي أولهانينسي ونادي باسوش دي فيريرا ونادي بنفيكا ونادي بيلينينسش ونادي جنوى.

## وصلات خارجية
- بيليه (لاعب كرة قدم برتغالي) على موقع الاتحاد الدولي (مؤرشف)  (الإنجليزية)
- بيليه (لاعب كرة قدم برتغالي) على موقع اتحاد أوكرانيا (الإنجليزية)
- بيليه (لاعب كرة قدم برتغالي) على موقع قاعدة بيانات كرة القدم.إي يو (الإنجليزية)
- بيليه (لاعب كرة قدم برتغالي) على موقع ليكيب (الفرنسية)
- بيليه (لاعب كرة قدم برتغالي) على موقع ناشيونال فوتبول تيمز (الإنجليزية)
- بيليه (لاعب كرة قدم برتغالي) على موقع Soccerway.com (الإنجليزية)
- بيليه (لاعب كرة قدم برتغالي) على موقع AS.com (الإسبانية)